# Maurice Bourget
Pour les articles homonymes, voir Bourget.
Maurice Bourget (20 octobre 1907-29 mars 1979) est un ingénieur civil et homme d'État canadien, né à Lauzon (aujourd'hui ville de Lévis), au Québec.

## Études en génie civil
Dans sa jeunesse, il fit brièvement carrière comme joueur semi-professionnel de baseball et de balle molle à Lévis. Il fit ses études au Collège de Lauzon (aujourd'hui nommée École Primaire Saint-Joseph), à l’Académie commerciale de Québec et à l’École polytechnique de Montréal où il obtint un diplôme en génie civil. Il revint ensuite à Lévis pour y travailler comme ingénieur-conseil.

## Entrée en vie politique pour le Parti libéral du Canada
Son activité politique commença en 1926, à l’âge de 19 ans, à titre d'agent électoral du candidat libéral de sa circonscription. Sa carrière s’amorça en 1940 à la suite des élections générales qui le portèrent à la Chambre des communes comme député du Parti libéral du Canada de la circonscription de Lévis. Il y siégea pendant 22 ans, ayant été réélu aux élections générales de 1945, 1949, 1953, 1957 et 1958. Organisateur chevronné du parti pour l’Est du Québec, il fut battu dans sa propre circonscription aux élections générales de 1962 à la suite de la percée réalisée par le Parti Crédit social du Canada.
Il fut délégué à l’Assemblée générale des Nations unies à Paris, en 1951. Deux ans plus tard, il devint adjoint parlementaire du ministre des Travaux publics, poste qu’il occupa jusqu’à la fin de la vingt-deuxième législature, en 1957. En tant que député de l’opposition, il fut choisi comme délégué du Canada à la Conférence interparlementaire du Commonwealth, tenue à Londres en 1961.

## Entrée au sénat canadien
Un an après son échec de 1962, Maurice Bourget devint sénateur et fut nommé président du Sénat le 27 avril 1963. À ce titre, il fut désigné comme coprésident de la délégation canadienne à la réunion du Groupe interparlementaire Canada-États-Unis, qui eut lieu à Washington en janvier 1964, et coprésident de la Conférence interparlementaire d’Ottawa, en septembre 1965. Le sénateur Bourget occupa le fauteuil jusqu’au 6 janvier 1966 et fut nommé au Conseil privé un mois plus tard, le 22 février 1966.

## Décès en 1979
Jusqu’à sa mort, survenue le 29 mars 1979, le sénateur Bourget participa aux délibérations du Sénat et de ses comités, se prononçant sur des sujets aussi divers que le rôle que pouvait jouer la Société Radio-Canada pour promouvoir l’identité et l’unité canadiennes et l’importance de la recherche scientifique pour le Québec. Il est inhumé au cimetière Mont-Marie de Lévis (secteur Lauzon).

## Hommages
La rue Maurice-Bourget a été nommée en son honneur dans l'ancienne ville de Cap-Rouge, maintenant présente dans la ville de Québec.
Source :
- Site web du Parlement du Canada - Les Présidents du Sénat